# Sadaba (Burkina Faso)
Pour les articles homonymes, voir Sadaba.
Sadaba est un village situé dans le département de Zitenga de la province de l'Oubritenga dans la région Plateau-Central au Burkina Faso.

## Géographie
Sadaba se trouve à 8 km au nord-ouest de la commune de Zitenga, le chef-lieu du département, et à 1 km l'ouest de Yamana.

## Économie
L'agriculture est la principale activité économique de la commune

## Santé et éducation
Le centre de soins le plus proche de Sadaba est le centre de santé et de promotion sociale (CSPS) de Yamana. Le centre médical avec antenne chirurgicale (CMA) de la province se trouve à Ziniaré.